# 荻野三七彦
荻野 三七彦 （おぎの みなひこ、1904年3月18日 - 1992年8月12日）は、日本古文書学者。早稲田大学名誉教授。

## 来歴
1904年、文化財保護行政の荻野仲三郎の次男として東京市本郷区（現・東京都文京区）に生まれる。1929年、早稲田大学文学部史学科卒業。東京帝国大学文学部史料編纂所嘱託、1948年「聖徳太子伝古今目録抄の基礎的研究」で早稲田大学文学博士。1935年早稲田大学文学部講師、1942年助教授、1946年教授、1952年教務部長、1968年早稲田大学理事、1970年図書館長を歴任。1974年定年退職、名誉教授。1992年、死去。大学外では、聖徳太子奉讃会理事、永青文庫理事を務めた。
古文書学を確立し、日本古文書学会の設立に尽力した人物である。古文書学は原本資料に基づくべきとの信念のもと、日本史の各時代・ 各階層にわたる標本的な古文書を精力的に収集した。早稲田大学在職中から中世を中心とした古文書の収集に力を注ぎ、その成果は早稲田大学図書館に「荻野研究室収集文書」として収められた。さらに死後、遺族の手によって、重要文化財3件を含むコレクションが早稲田大学に寄贈された。

## 編著書
- 『荻野三七彦博士著書・論文目録（昭和5年～同38年）』荻野三七彦博士還暦記念論文集刊行会、1964年。

### 単著
- 『聖徳太子伝古今目録抄 本編』法隆寺、1937年。
- 『聖徳太子伝古今目録抄 別冊』法隆寺、1937年。
  - 『聖徳太子伝古今目録抄』（編著）名著出版、1980年。
  - 『聖徳太子伝古今目録抄の基礎的研究』（編著）名著出版、1980年。
- 『武将の文書』（荻野三七彦 講述、五島美術館 編）五島美術館、1962年。
- 『日本中世古文書の研究』荻野三七彦博士還暦記念論文集刊行会、1964年。
- 『印章』吉川弘文館〈日本歴史叢書〉、1966年。ISBN 9784642066129。
- 『姓氏・家紋・花押』新人物往来社、1976年。
  - 『姓氏・家紋・花押 』（読みなおす日本史）吉川弘文館  2014年　ISBN　9784642065818
- 『古文書研究 方法と課題』名著出版、1982年。
- 『日本古文書学と中世文化史』吉川弘文館　1995年　ISBN　9784642027458　オンデマンド版 2021年　ISBN　9784642727457

### 共編著
- 『世田谷区史料 第1集』（編集主任）東京都世田谷区、1958年。
- 『世田谷区史料 第2集』（編集主任）東京都世田谷区、1959年。
- 『世田谷区史料 第3集』（編集主任）東京都世田谷区、1960年。
- 『世田谷区史料 第4集』（編集主任）東京都世田谷区、1961年。
- 『世田谷区史料 第5集』（編集主任）東京都世田谷区、1974年。
- 『世田谷区史料 第6集』（編集主任）東京都世田谷区、1975年。
- 『世田谷区史料 第7集』（編集主任）東京都世田谷区、1975年。
- 『新修世田谷区史 上巻』（編集主任）東京都世田谷区、1962年。
- 『新修世田谷区史 下巻』（編集主任）東京都世田谷区、1962年。
- 『新修世田谷区史 付編』（編集主任）東京都世田谷区、1962年。
- 『新編甲州古文書 第1巻』（斎藤俊六 共編）角川書店、1966年。
- 『新編甲州古文書 第2巻』（斎藤俊六 共編）角川書店、1968年。
- 『新編甲州古文書 第3巻』（斎藤俊六 共編）角川書店、1969年。
- 『吉良氏の研究』（編著）名著出版〈関東武士研究叢書 第4巻〉、1975年。doi:10.11501/12209936。
- 『世田谷区の歴史』（共著 東京にふる里をつくる会編）名著出版〈東京ふる里文庫 20〉、1979年。
- 『『大乗院文書』の解題的研究と目録（上｝』お茶の水図書館〈お茶の水図書館蔵成簣堂文庫〉、1985年。
- 『『大乗院文書』の解題的研究と目録（下｝』お茶の水図書館〈お茶の水図書館蔵成簣堂文庫〉、1987年。